# EastLink TV
EastLink TV est une chaîne de télévision communautaire canadienne disponible auprès des abonnés de EastLink dans les provinces de Nouvelle-Écosse, Île-du-Prince-Édouard, Nouveau-Brunswick, Terre-Neuve-et-Labrador et Ontario.

## Programmation
Les émissions sont produites soit par des professionnels de la télévision ou par des volontaires.
La chaîne diffuse le football de la ligne Sport universitaire de l'Atlantique ainsi que la Ligue de hockey junior majeur du Québec.